# Ligne de tramway 361
 (janvier 2022).
Si vous disposez d'ouvrages ou d'articles de référence ou si vous connaissez des sites web de qualité traitant du thème abordé ici, merci de compléter l'article en donnant les références utiles à sa vérifiabilité et en les liant à la section « Notes et références ».
La ligne 361 est une ancienne ligne de tramway vicinal de la Société nationale des chemins de fer vicinaux (SNCV) qui reliait Ypres à Steenwerck et Warneton entre 1897 et 1949.

## Histoire
22 décembre 1897 : mise en service en traction vapeur entre Ypres, Neuve-Église et Warneton ; exploitation par les Railways économiques de Liège-Seraing et extensions (RELSE).
1er mai 1909 : prolongement de l'antenne de Neuve-Église vers Steenwerck en France.
1910 : reprise de l'exploitation par l'Omtrek Diksmuide - Yper (ODI).
1919 : reprise de l'exploitation par la SNCV.
20 mai 1932 : fermeture de la section Neuve-Église Frontière (hameau de Seule) - Steenwerck.
18 mai 1936 : fermeture de l'antenne de Warneton.
25 avril 1949 : suppression et remplacement par une ligne d'autobus.

## Infrastructure

### Dépôts et stations
Nom : (gare) : quand le dépôt ou la station est accolé ou proche d'une gare.
Type : D : dépôt , S : station , Sf : si la station sert de gare douanière à la frontière , Sp : si la station est établie dans un bâtiment privé le plus souvent un café ou plus rarement une habitation privée.
| Illustration | Nom      | Type | Commune  | Localisation                | État          | Remarques |
| ------------ | -------- | ---- | -------- | --------------------------- | ------------- | --------- |
|              | Warneton | D    | Warneton | 50° 48′ 43″ N, 3° 11′ 01″ E | Hors service. |           |